# Крушение под Кузоватовом
Крушение под Кузоватовом — Крушение, произошедшее во вторник 23 января 1990 года в Кузоватовском районе Ульяновской области на Рузаевском отделении Куйбышевской железной дороги, когда по причине Ложной свободности пути, электровоз ВЛ10У-662 с грузовым составом №2109 врезался в хвост грузового состава № 2249, ведомого электровозом ВЛ10-1527.

## Крушение
Крушение случилось на перегоне Кузоватово — Безводовка. Электровоз ВЛ10-1527 с грузовым составом № 2249 под управлением локомотивной бригады из депо Октябрьск (ТЧЭ-9), проследовал светофор № 11 с зелёным разрешающим сигналом, когда на локомотивном светофоре вдруг загорелся огонь КЖ, что свидетельствовало о красном запрещающем сигнале впереди расположенного светофора № 9. ВЛ10-1527 с грузовым составом № 2249 остановился у этого светофора, на котором действительно горел красный запрещающий сигнал. Вообще в этом случае на предыдущем светофоре № 11 должен был гореть жёлтый предупреждающий сигнал, но локомотивная бригада электровоза ВЛ10-1527 не стала сообщать дежурным по станциям Кузоватово и Безводовка о нарушении в работе светофора № 11, а также не предупредила локомотивную бригаду сзади идущего электровоза ВЛ10У-662 с грузовым составом № 2109 чтобы та была бдительнее при подходе к этому светофору. Следующим за ними электровоз ВЛ10У-662 с грузовым составом № 2109, который также проследовал светофор № 11 с зелёным показанием, после чего в кабине на локомотивном светофоре загорелся белый сигнал. Расценив это как сбой в работе локомотивной сигнализации, бригада электровоза ВЛ10У-662 (также из ТЧЭ-9 Октябрьск) не придала этому серьёзного значения и не стала сбавлять скорость. Через короткое время электровоз ВЛ10У-662 врезался в хвост грузового состава №2249.
В результате столкновения до степени исключения из инвентаря были разбиты электровоз ВЛ10У-662 и 18 вагонов, повреждено 600 метров контактной сети, в том числе сбито 2 опоры. Крушение парализовало движение по 1-му пути на 26 часов 40 минут, а по 2-му пути — на 18 часов 25 минут. Были задержаны 9 пассажирских поездов в общей сложности на 78 часов 30 минут и 106 грузовых поездов на 237 часов. Ориентировочный ущерб от происшествия составил 320 тысяч советских рублей.

## Причины
Комиссией была изучена история светофора № 11, нарушения в работе которого и стали основной причиной происшествия. Сам релейный шкаф этой сигнальной установки был выпущен в 1984 году на Камышловском электротехническом заводе по технической документации Куйбышевской железной дороги, однако в монтаже была допущена серьёзная ошибка — перепутан монтаж питания на реле Ж (жёлтого сигнала). Когда в июне 1985 года этот шкаф был введён в эксплуатацию, то этот просчёт не был замечен работниками 8-й Инзенской дистанции СЦБ, как и в процессе дальнейшей эксплуатации. Затем 30 ноября 1989 года, то есть за пару месяцев до происшествия, электромехаником со станции Кузоватово на данном светофоре была выполнена замена кодовой аппаратуры, в ходе чего был установлен ранее отремонтированный блок конденсаторов БК-ДА. Ремонт этого блока выполнялся на ремонтно-технологическом участке 8-й Инзенской дистанции, но имел ещё одно нарушение — контакты 1 и 13 оказались электрически соединены, что привело к периодическим разрядам конденсаторов. Старший электромеханик не заметила нарушений в монтаже и разрешила установку этого фактически неисправного блока на светофор. В результате всех этих ошибок теперь при закрытом светофоре № 9 светофор № 11 начинал гореть разрешающим зелёным, даже если перегон за ним уже был занят.
Помимо ошибок в работе светофора № 11, значительная часть вины была возложена и на локомотивные бригады электровозов ВЛ10-1527 и ВЛ10У-662, так как первая не стала сообщать о неисправном светофоре, а вторая после загорания белого огня на локомотивном светофоре не стала снижать скорость и более внимательно следить за свободностью пути.